# 大見為次
大見 為次（おおみ ためじ、1894年（明治27年）5月6日 - 1962年（昭和37年）5月）は、日本の政治家。安城町会議員（1920年-1947年）、安城町長（1947年-1952年、2期）、初代安城市長（1952年-1959年、2期）、愛知県会議員（1931年-1955年）、愛知県議会議長（1947年-1950年）。
元衆議院議員の大見正は孫。

## 経歴

### 青年時代
1894年（明治27年）5月6日、愛知県碧海郡安城村字出郷（現・安城市新田町）に生まれた。1907年（明治40年）に愛知県立農林学校（現・愛知県立安城農林高等学校）に入学し、1911年（明治44年）3月に卒業した。農林学校卒業後には青年団の学習会である双葉会に入会し、機関誌『双葉集』の1914年（大正3年）3月号には「農業組織改革に於ける組合中心主義」という論考を発表している。

### 安城町会議員・愛知県会議員
安城新田での抗争終結に一役買ったことで地元民からの信頼を得たことで、1920年（大正9年）7月、安城新田の集落から推薦されて安城町会議員選挙に出馬し、26歳で初当選を果たした。それ以後、安城町長に就任する1947年（昭和22年）まで23年7か月（戦時に空白の4年間がある）にわたって安城町会議員を務めている。安城新田産業組合理事、碧海郡購販連理事、安城新田農協組合長なども務めた。
1931年（昭和6年）には愛知県会議員選挙に出馬して当選。1951年まで17年3か月（戦時に空白の4年間がある）にわたって愛知県会議員を務めている。県会議員としては1940年（昭和15年）まで立憲政友会に所属し、立憲政友会の解散後には大政翼賛会に所属した。1947年（昭和22年）には芦田均が総裁を務める民主党の一員となっている。同年の愛知県議会議員選挙では民主党が69議席中47議席を獲得し、愛知県議会議長には大見が就任。1949年（昭和24年）5月には愛知県議会議長に再選され、1950年（昭和25年）8月まで3年3か月の間議長職にあった。

### 安城町長
将来安城町を安城市に発展させることを目標とした大見は1947年（昭和22年）に愛知県会議員を一旦辞職し、同年4月5日の安城町長選挙に立候補。自由党系の伊吹保太郎を破り、初当選を果たした。4月30日の愛知県会議員選挙にも出馬、碧海郡選挙区定数6に対しトップで当選した。1949年（昭和24年）の安城町立図書館の開館準備中には、大見が暫定的に図書館長の職務を担い、開館時には書記の岡田清之に引き継いだ。
戦前には「日本デンマーク」と呼ばれ農業が主産業だった安城町の市制施行については、「日本一小さい市であるよりも、日本一大きい町の方がよい」「安城にはまず農村計画の確立を」などという慎重意見が根強かったが、大見は農村生活の中に都市的文化の恩恵を十二分に取り入れた理想農村を目指す「田園都市構想」を打ち出し準備を進めて行った。
市制施行問題が大きな争点となった1951年（昭和26年）4月の町長選挙で、慎重派と目された農協運動家の岩瀬和市を破り再選した。

### 初代安城市長に就任
1951年（昭和26年）6月、安城町商工会が市制施行の嘆願書を安城町役場に提出。同年8月、町議会は嘆願書を採択。ただちに市制審議会がつくられ、大見は自ら陣頭に立ち、住民組合長、地域集会、学識経験者などの意見を聞いて回った。そして10月19日、町議会は臨時議会を開き「1952年4月1日を期して市制を施行する」ことを決議した。
ところが元安城町長の岡田菊次郎がこれに反発、「町議会の議決は世論を無視している」として市制施行反対のビラを全市にまいた。大見と柴田貞次町議は「反対派のビラは虚偽に満ちている」と述べた反論を配り、ビラ合戦が繰り広げられた。11月8日、大見は市制施行申請書を愛知県庁に提出。岡田を中心とする反対派は町民大会を開いて気勢を上げ、市制反対請願書を県に提出。別動隊の町民政同志会も知事に反対決議文を突き付けるという騒ぎになり、県当局もついに12月県議会への提案を一時見合わせることとなった。
このとき調停役を買って出たのが旧愛知4区選出の衆議院議員、中垣国男であった。話し合いの結果、双方の出した申請書と反対請願書はひとまず取り下げることとなり、1952年（昭和27年）1月、市制施行準備委員会が新たに発足した。委員会の委員長には、公職追放を解除された岡田が選ばれた。しかし大見は1952年（昭和27年）3月12日、突如として同準備委員会の解散を命じ、県に申請書を再提出した。激昂した反対派の石原一郎県議は30余名を連れて森副知事のところへ乗り込み、「県が大見の言い分を聞いて市制をしくのなら、安城町北部の今里、大浜茶屋など3部落は分町する」と強談判に及んだ。3月26日、森副知事は総務委員会を開き改めて両者の意見を聞いたが、依然として平行線のままであった。総務委員として出席した太田光二県議は席上、「この問題はすべては大見と岡田の対立に根ざしているのだから、これが解消しない限り、何度委員会を開いても片付く問題ではない」と述べ注目を浴びた。4月3日に総務委員会による現地調査が行われ、4月9月の県議会でようやく市制施行案は可決された。5月5日に安城町は市制施行し、初代安城市長に就任した。
1955年（昭和30年）1月17日、愛知県知事の桑原幹根が任期途中で辞職。これに呼応するかのように大見も1月24日に市長を辞職。市長選は知事選と同日（2月15日）に行われ、市制施行問題で争った岡田菊次郎との一騎打ちとなった。得票数は大見9,921票、岡田9,253票で、2期目の当選を果たした。
1959年（昭和34年）2月1日の市長選に出馬するも、中垣国男や岡田菊次郎の支援を受けた石原一郎に約4千200票差で敗れた。

### 晩年
愛知県養鶏連合会会長、愛知県畜産会会長などを歴任している。1959年（昭和34年）に安城市長を退いたあとも、全国農林共済組合連合理事などの重職を担った。
1962年（昭和37年）5月、病没。享年68。安城市にあるJAあいち中央新田支店の入口前には大見の銅像が据えられている。